# Käseharfe

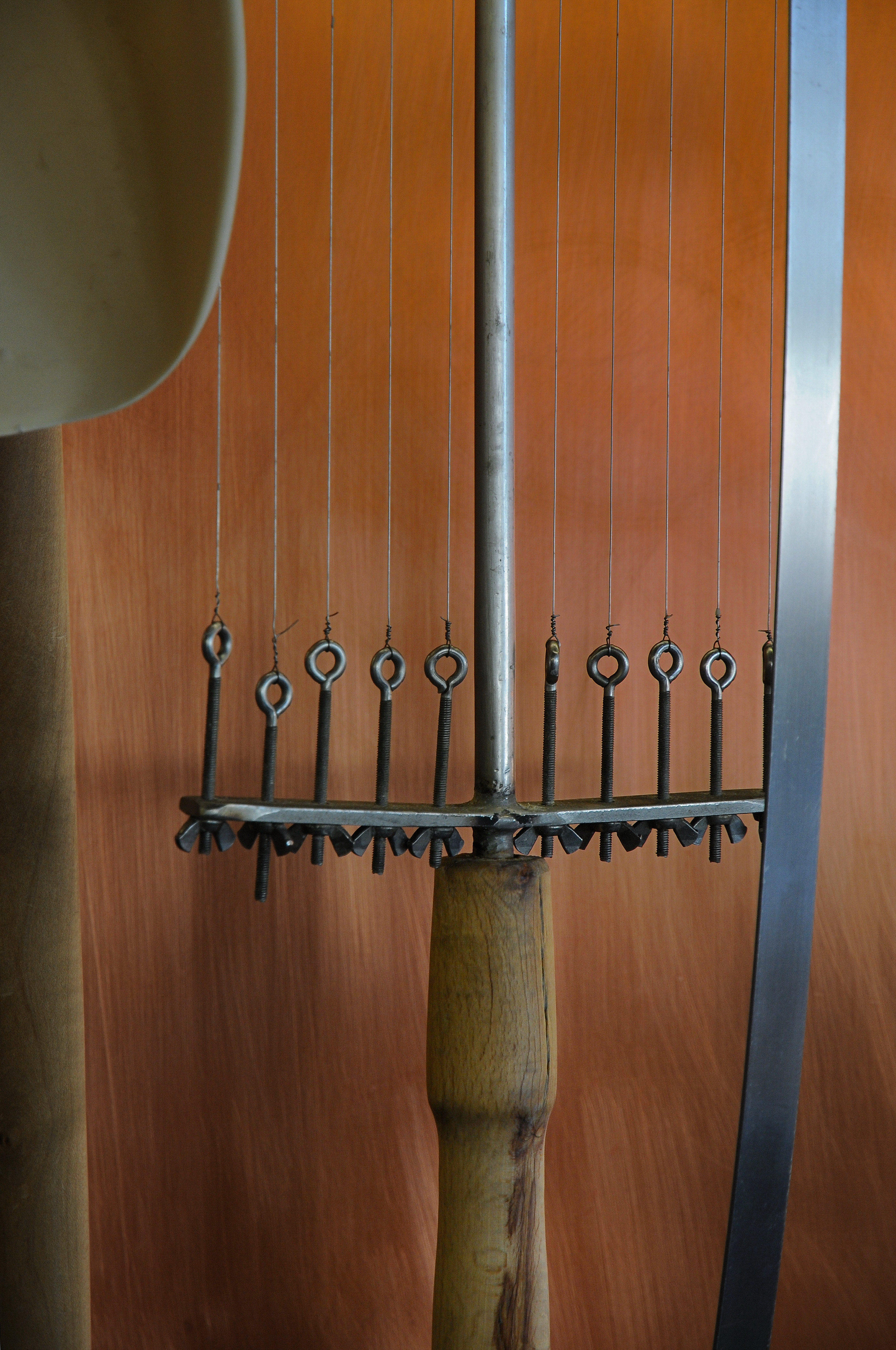
Detail einer Käseharfe, Andelsbuch, Österreich

Die Käseharfe (auch Bruchschneider) ist ein Schneidewerkzeug, das bei der Käseherstellung benutzt wird. Mit ihr wird die eingedickte Milch (die Dickete) zum sogenannten Bruch zerteilt. Es entstehen gleichmäßige Würfel und somit ein gleichmäßig fester Käse.
Die Käseharfe besteht zumeist aus einem Edelstahlrahmen, in den bis zu 24 feine, parallel verlaufende Drähte gespannt sind. Die Käseharfe wird von Hand vom Käsermeister oder maschinell durch die eingedickte Milch gezogen, wobei diese zerteilt wird. Je kleiner die Teile werden, desto besser kann später die Molke abfließen und desto härter wird der Käse.

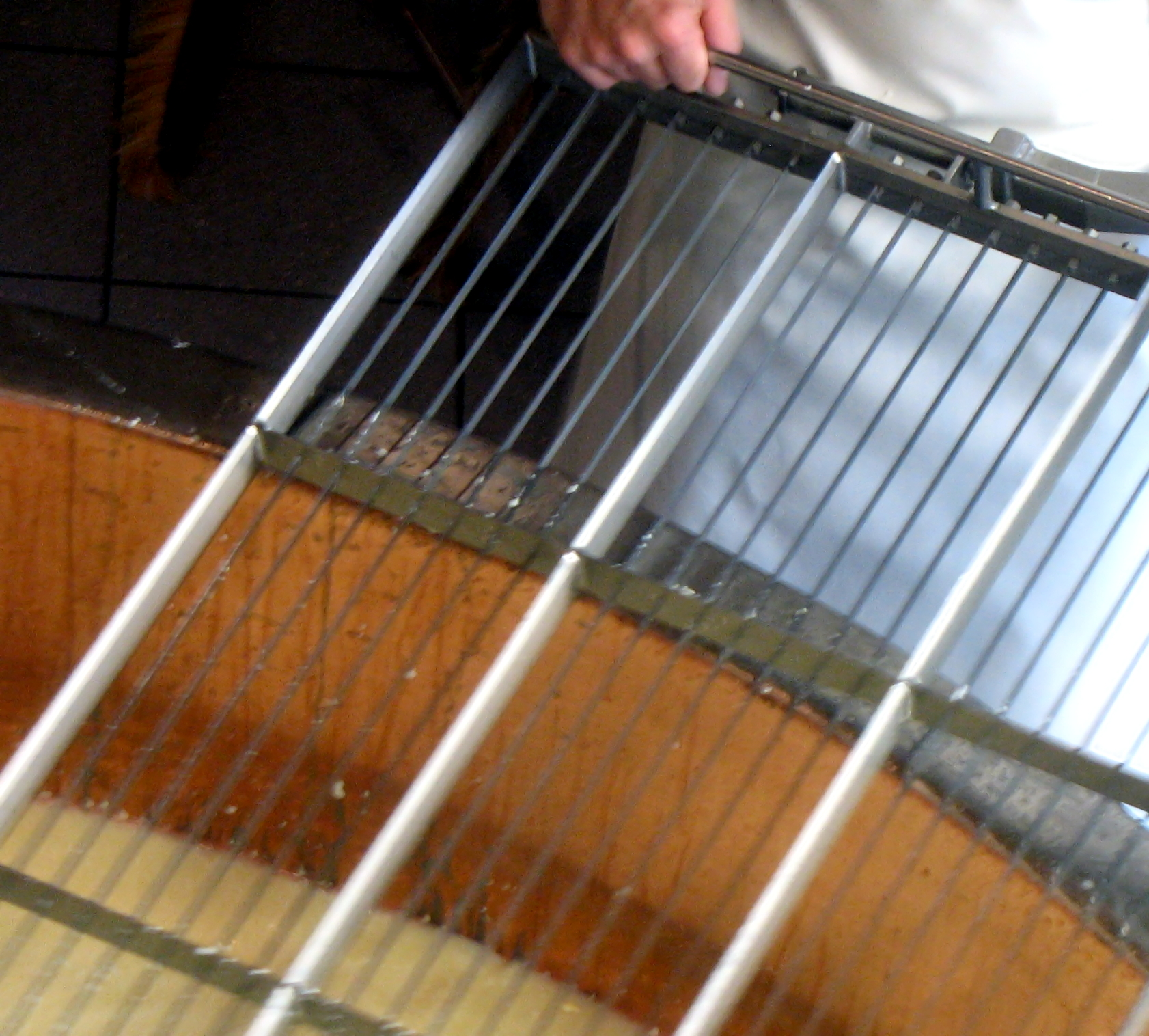
Käseharfe in Greyerz, Schweiz
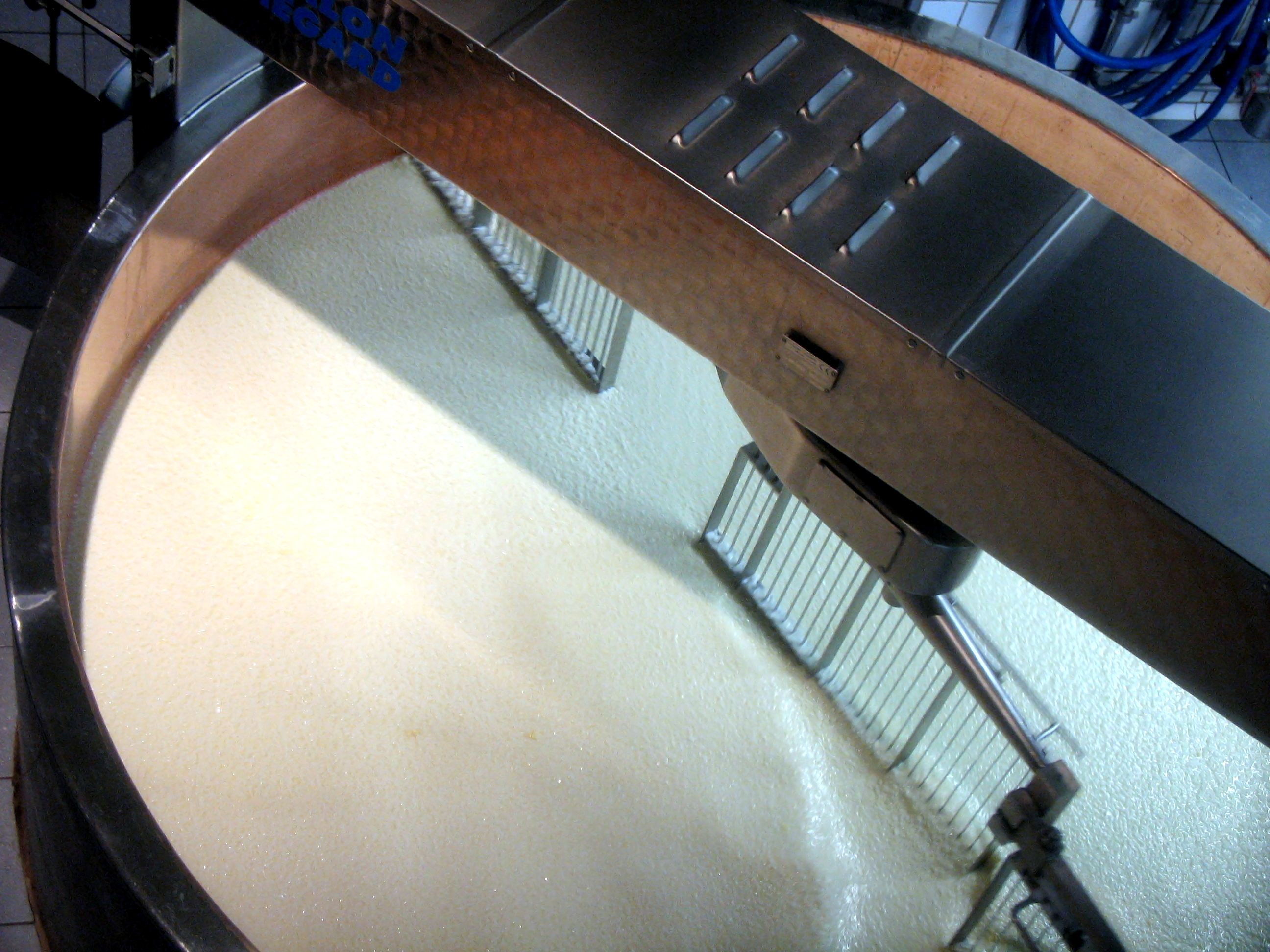
Maschine mit mehreren Käseharfen, Greyerz, Schweiz